# Cova (Vieira do Minho)
Cova é uma localidade portuguesa do Município de Vieira do Minho que foi sede da extinta Freguesia de Cova, freguesia que tinha 4,63 km² de área e 301 habitantes (2011), e, por isso, uma densidade populacional de 65 hab/km².
A Freguesia de Cova foi extinta (agregada) pela reorganização administrativa de 2012/2013, tendo o seu território sido integrado na então criada União das Freguesias de Ventosa e Cova.

## População
| População da freguesia de Cova | População da freguesia de Cova | População da freguesia de Cova | População da freguesia de Cova | População da freguesia de Cova | População da freguesia de Cova | População da freguesia de Cova | População da freguesia de Cova | População da freguesia de Cova | População da freguesia de Cova | População da freguesia de Cova | População da freguesia de Cova | População da freguesia de Cova | População da freguesia de Cova | População da freguesia de Cova |
| ------------------------------ | ------------------------------ | ------------------------------ | ------------------------------ | ------------------------------ | ------------------------------ | ------------------------------ | ------------------------------ | ------------------------------ | ------------------------------ | ------------------------------ | ------------------------------ | ------------------------------ | ------------------------------ | ------------------------------ |
| 1864                           | 1878                           | 1890                           | 1900                           | 1911                           | 1920                           | 1930                           | 1940                           | 1950                           | 1960                           | 1970                           | 1981                           | 1991                           | 2001                           | 2011                           |
| 359                            | 372                            | 361                            | 328                            | 336                            | 271                            | 357                            | 425                            | 476                            | 466                            | 473                            | 517                            | 394                            | 333                            | 301                            |

## Património
- Igreja Paroquial
- Capela do Bom Jesus da Paz
- Capela de Santo Amaro
- Capela de Nossa Senhora de Bogonha
- Capela de Nossa Senhora da Conceição